# قاعده واریان
قاعده واریان بیانگر اینست که" یک روش ساده برای پیش بینی آینده اینست که ببینیم اغنیا از چه چیزهایی برخوردارند؛مانند آن را اقشار با درآمد متوسط جامعه در ده سال آینده برخوردار خواهند بود و اقشار فقیر نیز در یک دهه ی بعدی به آن دست می یابند." 
این قاعده منتسب به هال واریان اقتصاددان برجسته گوگل می باشد.
اولین بار اندرو مک‌آفی این موضوع را با عنوان " قاعده واریان" در فایننشال تایمز مطرح کرد.
تفسیر متفاوت دیگری که به عنوان جایگزین توسط Evgeny Morozov نویسنده گاردین مطرح شده است اینست که " کالاهای لوکس از قبل وجود داشته اند اما فقط به طور یکنواخت توزیع نشده اند.